# Michael Pinson
Michael Pinson est un personnage de roman créé par Bernard Werber. Il est le narrateur et personnage principal du Cycle des anges et du Cycle des dieux (qui forment ensemble la Pentalogie du Ciel), qui se composent de cinq livres: Les Thanatonautes, L'Empire des anges, Nous les dieux, Le Souffle des dieux et Le Mystère des dieux.
Au début simple humain parmi d'autres, le personnage va au fil des livres progressivement évoluer, et son niveau de conscience va s'élever. Michael Pinson est le personnage à être apparu dans le plus de livres de Werber.

## Apparitions dans l'univers de Bernard Werber
Michael Pinson apparait en tant que personnage principal et en tant que narrateur dans le cycle des anges et dans le cycle des dieux, qui incluent les volumes suivants :
- Les Thanatonautes : il explore, avec son ami Raoul Razorbak le continent des morts ;
- L'Empire des anges : il devient ange et doit gérer 3 mortels qu'il aura choisis dès leurs conceptions ;
- Nous les dieux : il devient élève-dieu, un "7" et doit gérer cette fois un peuple (le peuple des dauphins) sur une copie de la Terre (qui se nomme Terre 18) dans un jeu appelé le jeu d'Y.
- Le Souffle des dieux : toujours élève-dieu, il doit continuer à veiller sur son peuple et continue d'explorer l'île d'Aeden. Il réussit à rencontrer Zeus, qui lui affirme qu'il y a un niveau d'esprit plus élevé que le sien, un "9".
- Le Mystère des dieux : Michael ne gagne pas le jeu d'Y, et agresse le "déicide" qui assassinait les élèves dieux. Il est condamné à aller vivre sur Terre 18. Il vit alors dans la peau d'un écrivain de science-fiction, et rencontre une jeune femme croyante, qui lui apprend les bases de sa religion. Mais après son départ pour Terre 18, Olympie a bien changé et Michael, ramené de force, essaiera de découvrir qui est le mystérieux « 9 »... Et que le 9 n'est pas le dernier maillon de la chaîne.
- La Valse des Âmes : Lorsque Eugénie atteint enfin la Bibliothèque akashique, Michael lui dévoile plusieurs secrets sur le sens de sa vie en tant qu'ange bibliothèquaire. Cependant, cette rencontre n'est que cameo et Michal n'est pas le protagoniste de ce roman.

## Anecdotes
Michael Pinson porte le nom d'un autre personnage de Bernard Werber, Julie Pinson, qui apparaît dans La Révolution des fourmis. Il n'est pas impossible que les deux personnages soient liés, Werber ayant déjà fait exister des liens de parentés entre personnages de livres dont les histoires ne sont pourtant pas liées.